# Stazione di Versciaco
La stazione di Versciaco (in tedesco Vierschach) è stata una fermata ferroviaria posta sulla ferrovia San Candido-Maribor. Serviva il centro abitato di Versciaco (precisamente la località Versciaco di Sopra), frazione del comune di San Candido (in provincia di Bolzano).

## Storia
La fermata venne attivata nel 1961 onde sostituire la stazione di Versciaco-Prato, ritenuta troppo lontana dal centro abitato di competenza: alla progressiva chilometrica 68+819, nei pressi del passaggio a livello allora esistente in via Jaufen (poi soppresso e sostituito da un sottopasso posto poco più a valle), dove già sorgeva una casa cantoniera, vennero costruiti un marciapiede e un fabbricato in legno ad un piano a servizio dei viaggiatori.
Lo scalo è stato chiuso al traffico nel 1989: gli edifici di servizio sono stati poi abbattuti entro il 2011.
Nel 2014, a circa 400 metri di distanza, in direzione dell'Austria, venne aperta la nuova stazione di Versciaco-Elmo.

## Strutture e impianti
La stazione vera e propria era costituita da un piccolo fabbricato viaggiatori con struttura a capanna, interamente costruito in legno, affiancato da un casello ferroviario in granito e muratura, antecedente alla stazione in quanto appartenente alla dotazione infrastrutturale originaria della linea. Entrambi gli edifici, dopo la dismissione della fermata, erano in disuso e abbandonati.
Le uniche vestigia della stazione sopravvissute alla dismissione sono due lampioni "a cetra", tipicamente in uso nelle stazioni delle Ferrovie dello Stato.